# Georg Behnes
Georg Anton Niklas Behnes (* 31. Januar 1870 in Meppen; † 10. Februar 1951 in Aschendorf) war ein deutscher Landrat und Politiker (Zentrum).

## Leben
Georg Behnes war der Sohn von Clemens August Behnes (1838–1900), der Amtmann des Amtes Sögel war und später, von 1885 bis 1900, Landrat im Landkreis Meppen. Er war ein Urenkel von Clemens August Behnes. Er besuchte die Lateinschule der Kapuziner im Kloster Clemenswerth und das Königliche Gymnasium für Jungen in Meppen. Danach studierte er Rechtswissenschaften in Heidelberg, München, Berlin und Göttingen. Dort wurde er Mitglied der katholischen Studentenverbindungen KStV Palatia Heidelberg, KStV Saxonia München, KStV Askania Berlin und KStV Winfridia Göttingen. 1893 war er Gerichtsreferendar am Amtsgericht Meppen. Er leistete 1898/99 Militärdienst als Einjährig-Freiwilliger und schied als Leutnant aus dem aktiven Dienst aus.

### Landrat
Nach dem Tod des Vaters wurde er im Juni 1900 kommissarisch als dessen Nachfolger zum Landrat in Meppen ernannt. Am 1. April 1901 wurde er definitiv im Amt bestätigt. Im gleichen Jahr heiratete er die Bankierstochter Agnes Gertrude Elisabeth Münch (* 1879 in Haselünne). Aus der Ehe gingen vier Kinder hervor. Politisch vertrat er konservative Positionen und stand den Veränderungen der Weimarer Republik kritisch gegenüber. Die SPD warf ihm Sympathie für den Kapp-Putsch vor und verlangte seine Ablösung.
Im Oktober 1922 beantragte Behnes die Versetzung als Landrat in den Kreis Aschendorf, in dem das familieneigene Gut Altenkamp lag. Der bisherige Landrat, sein Vetter Hermann Hassenkamp, ging in Pension. Trotz gewisser Widerstände wurde er im April 1923 kommissarisch und dann definitiv zum Landrat im Kreis Aschendorf ernannt. Dort gehörte er 1924 zu den Initiatoren der Kreissparkasse Aschendorf. Im Herbst 1932 wurden die Kreise Aschendorf und Hümmling zum Landkreis Aschendorf-Hümmling vereinigt. Behnes wurde erster Landrat des neu geschaffenen Kreises. Nach der Machtergreifung der Nationalsozialisten blieb er im Amt, lehnte aber eine NSDAP-Mitgliedschaft ab. 1935 wurde er pensioniert.

### Abgeordneter
Behnes war Mitglied der Zentrumspartei. Er war von 1910 bis 1928 Abgeordneter für den Wahlkreis Meppen und von 1929 bis 1932 Abgeordneter für den Wahlkreis Aschendorf-Hümmling im Provinziallandtag der Provinz Hannover.